# Moumouni Boureima
Moumouni Boureima (* 1. April 1952 in Gaya; genannt Tchanga) ist ein nigrischer General, Politiker und Diplomat.

## Leben
Moumouni Boureima gehört der Volksgruppe der Tyenga an, wovon sein Spitzname Tchanga abgeleitet ist. Er trat nach dem Besuch der Grund- und Mittelschule, die er mit dem Baccalauréat abschloss, 1974 in die Nigrischen Streitkräfte ein. Er absolvierte von 1974 bis 1976 eine Offiziersausbildung an der Militärschule in Cherchell in Algerien und erhielt anschließend den Rang eines Offiziersanwärters. 1977 war er als Kompaniechef am Ausbildungszentrum der Streitkräfte in Tondibiah tätig und wurde zum Unterleutnant ernannt. Boureima besuchte von 1978 bis 1979 die Pioniertruppenschule in Angers in Frankreich. Er arbeitete 1979 zunächst als Zugführer bei der Pionierkompanie in Niamey und danach, nunmehr im Rang eines Leutnants, als Bauleiter in der Verteidigungszone Nr. 3 in Zinder. Im darauffolgenden Jahr wurde er Kommandant des Nomaden-Peloton in Tesker. 1982 war er kurzzeitig Adjutant bei der 5. Motorisierten Sahara-Kompanie in Tahoua und Lehroffizier am Ausbildungszentrum der Streitkräfte in Tondibiah, bis er, zunächst interimsmäßig, das Kommando der Pionierkompanie in Niamey übertragen bekam. Er erhielt 1985 den Rang eines Hauptmanns. Boureima leitete zwei gemischte Pionier- und Bautruppen, 1986 für den Flughafen Dirkou und 1988 für die Straße zwischen Ouallam und Dingazi Banda. Er hielt sich von 1989 bis 1991 zwecks einer Fortbildung für höhere Offiziere in der Bundesrepublik Deutschland auf. 1991 wurde er, anfangs interimsmäßig, Kommandant des 4. Gemeinsamen Bataillons in Tahoua und zum Major erhoben.
Seine nächste militärische Funktion war ab 1992 die des Kommandanten der Verteidigungszone Nr. 1 in Niamey, womit ihm praktisch sämtliche Militärkommandos in der Hauptstadt unterstanden. Zusätzlich wurde er 1995 Kommandant des 12. Gemeinsamen Bataillons. In Niger befand sich die erst 1990 wiedereingeführte Mehrparteiendemokratie in einer schweren Krise, als Staatspräsident Mahamane Ousmane (CDS-Rahama) über keine parlamentarische Mehrheit mehr verfügte und sich der Staatspräsident und die Regierung unter Premierminister Hama Amadou (MNSD-Nassara) gegenseitig blockierten. Mit der Rechtfertigung eines Befreiungsschlages putschte sich am 27. Januar 1996 das Militär unter dem Chef des Generalstabs Ibrahim Baré Maïnassara an die Macht. Die Führung des Staates übernahm der Rat des nationalen Wohls, eine zwölfköpfige Militärjunta, in die auch Moumouni Boureima berufen wurde. Kurz danach wurde Boureima zum Oberstleutnant erhoben. Die Herrschaft des Rats des nationalen Wohls endete nach den umstrittenen Präsidentschaftswahlen am 7. und 8. Juli 1996, bei denen sich Ibrahim Baré Maïnassara als Staatschef bestätigen ließ. Boureima wurde 1997 Präfekt-Präsident des Gemeindeverbunds Niamey. Baré Maïnassaras autoritärer Führungsstil führte erneut zu einem Militärputsch, bei dem der Staatschef am 9. April 1999 ums Leben kam. Moumouni Boureima unterstützte den Staatsstreich und wurde am 11. April 1999 Mitglied des Rats der nationalen Versöhnung, der Militärjunta unter der Führung von Daouda Malam Wanké. Am 19. April 1999 wurde Boureima als Minister für Inneres und Raumordnung in die Übergangsregierung berufen. In diesem Amt löste ihn am 20. Juli 1999 mit Ali Aga Dan Kaoura ein anderer Offizier ab.
Am selben Tag erfolgte Boureimas Ernennung zum Chef des Generalstabs der Streitkräfte. Wenige Monate später wurde er zum Oberst erhoben. Er galt bei den Streitkräften als sehr populär und einflussreich. Als der Rat der nationalen Versöhnung nach den Präsidentschaftswahlen am 24. November 1999 die Macht an den gewählten Staatspräsidenten Mamadou Tandja (MNSD-Nassara) abgab, behielt Boureima seine Position als Chef des Generalstabs bei. Tandja beförderte ihn 2004 in den Rang eines Brigadegenerals. Boureima geriet 2007 in die Schlagzeilen, als er den Journalisten Moussa Kaka, der einer Verbindung mit der paramilitärischen Bewegung der Nigrer für Gerechtigkeit bezichtigt wurde, öffentlich mit dem Tod bedrohte. Im Jahr darauf entging er selbst knapp dem Tod, als ein Fahrzeug seines Konvois bei Iférouane auf eine Landmine auffuhr. Mamadou Tandja setzte 2009 gegen breiten Widerstand seine in der Verfassung nicht vorgesehene dritte Amtszeit als Staatspräsident durch. Während weithin angenommen wurde, er könnte dabei auf die Unterstützung durch seinen Generalstabschef Boureima zählen, unternahm letzterer nichts zu seiner Verteidigung, als Tandja am 28. Februar 2010 durch einen Militärputsch unter der Führung von Salou Djibo abgesetzt wurde. Moumouni Boureima wurde dieses Mal nicht in die neue Militärjunta, den Obersten Rat für die Wiederherstellung der Demokratie, aufgenommen. Zudem wurde er am 1. März 2010 von Salou Djibo als Chef des Generalstabs durch Salou Souleymane ersetzt. Um Boureima einen ehrenvollen Abgang zu ermöglichen, ernannte ihn die Militärjunta am 8. Juli 2010 zum Botschafter Nigers in Ägypten. Im Oktober 2010 kam der Verdacht auf, er würde einer Verschwörung zur Absetzung des Staatschefs Salou Djibo angehören. Noch bevor er in seinem Haus in Niamey verhaftet werden konnte, bekam er einen entsprechenden Hinweis aus Militärkreisen, setzte sich heimlich im Flugzeug der ägyptischen Fußballnationalmannschaft nach Kairo ab und wurde bezüglich der Vorwürfe gegen ihn nicht mehr belangt.

## Ehrungen
- Ritter des Verdienstordens Nigers (1985)
- Ritter (1990), Offizier (1995) und Kommandeur (2000) des Nationalordens Nigers
- Kommandeur des Ordens der akademischen Palmen (2000)[2]